# Schietsport op de Paralympische Zomerspelen 2004
Op de XIIe Paralympische Spelen die in 2004 werden gehouden in het Griekse Athene was schietsport een van de 19 sporten die werden beoefend tijdens deze spelen.
Er waren geen Nederlandse schutters aanwezig op deze Paralympics

## Evenementen
Er stonden bij het schieten 12 evenementen op het programma, 3 voor de mannen, 3 voor de vrouwen en 6 gemengde evenementen.
mannen
- Luchtgeweer, staand - SH1
- Vrij geweer, 3x40 - SH1
- Luchtpistool, SH1

Vrouwen
- Luchtgeweer, staand -SH1
- Sportgeweer, 3x20 - SH1
- Luchtpistool, SH1

Gemengd
- Luchtgeweer, staand - SH2
- Luchtgeweer, liggend - SH1
- Luchtgeweer, liggend - SH2
- Vrij geweer, liggend - SH2
- Sportpistool,  SH1
- Vrij pistool,  SH1

## Mannen

### Luchtgeweer
| Klasse | Onderdeel | Punten | land | Goud            | land | Zilver       | land | Brons        |
| ------ | --------- | ------ | ---- | --------------- | ---- | ------------ | ---- | ------------ |
| SH1    | staand    | 693.4  | SWE  | Jonas Jacobsson | SLO  | Franc Pinter | AUS  | Ashley Adams |

### Luchtpistool
| Klasse | Punten | land | Goud        | land | Zilver           | land | Brons               |
| ------ | ------ | ---- | ----------- | ---- | ---------------- | ---- | ------------------- |
| SH1    | 663.8  | CHN  | Jian Fei Li | MKD  | Vanco Karanfilov | AUT  | Hubert Aufschnaiter |

### Vrij geweer
| Klasse | Onderdeel | Punten | land | Goud            | land | Zilver     | land | Brons         |
| ------ | --------- | ------ | ---- | --------------- | ---- | ---------- | ---- | ------------- |
| SH1    | 3x40      | 1261.1 | SWE  | Jonas Jacobsson | USA  | Dan Jordan | ISR  | Doron Shaziri |

## Vrouwen

### Luchtgeweer
| Klasse | Onderdeel | Punten | land | Goud               | land | Zilver         | land | Brons         |
| ------ | --------- | ------ | ---- | ------------------ | ---- | -------------- | ---- | ------------- |
| SH1    | staand    | 493.0  | GER  | Manuela Schmermund | KOR  | Myung Sook Her | GER  | Sabine Brogle |

### Luchtpistool
| Klasse | Punten | land | Goud            | land | Zilver       | land | Brons           |
| ------ | ------ | ---- | --------------- | ---- | ------------ | ---- | --------------- |
| SH1    | 466.8  | GBR  | Isabel Newstead | TPE  | Chin Mei Lin | AZE  | Yelena Taranova |

### Sportgeweer
| Klasse | Onderdeel | Punten | land | Goud           | land | Zilver      | land | Brons              |
| ------ | --------- | ------ | ---- | -------------- | ---- | ----------- | ---- | ------------------ |
| SH1    | 3x20      | 661.6  | KOR  | Myung Sook Her | KOR  | Im Yeon Kim | GER  | Manuela Schmermund |

## Gemengd

### Luchtgeweer
| Klasse | Onderdeel | Punten | land | Goud            | land | Zilver           | land | Brons             |
| ------ | --------- | ------ | ---- | --------------- | ---- | ---------------- | ---- | ----------------- |
| SH1    | liggend   | 705.3  | GBR  | Matt Skelhon    | KOR  | Jae Yong Sim     | DEN  | Kazimierz Mechula |
| SH2    | liggend   | 705.4  | FIN  | Minna Leinonen  | KOR  | Gyoung You Ho    | DEN  | Johnny Andersen   |
| SH2    | staand    | 704.3  | NZL  | Michael Johnson | SWE  | Thomas Johansson | SWE  | Viktoria Wedin    |

### Vrij pistool
| Klasse | Punten | land | Goud              | land | Zilver          | land | Brons                 |
| ------ | ------ | ---- | ----------------- | ---- | --------------- | ---- | --------------------- |
| SH1    | 621.7  | RUS  | Andrey Lebedinsky | GER  | Roland Hartmann | TUR  | Muharrem Korhan Yamac |

### Vrij geweer
| Klasse | Onderdeel | Punten | land | Goud            | land | Zilver       | land | Brons         |
| ------ | --------- | ------ | ---- | --------------- | ---- | ------------ | ---- | ------------- |
| SH1    | liggend   | 701.4  | SWE  | Jonas Jacobsson | AUS  | Ashley Adams | ISR  | Doron Shaziri |

### Sportgeweer
| Klasse | Punten | land | Goud                  | land | Zilver              | land | Brons             |
| ------ | ------ | ---- | --------------------- | ---- | ------------------- | ---- | ----------------- |
| SH1    | 672.4  | TUR  | Muharrem Korhan Yamac | AUT  | Hubert Aufschnaiter | RUS  | Andrey Lebedinsky |

Atletiek · Bankdrukken · Basketbal · Blindenvoetbal · Boogschieten · Boccia · CP-voetbal · Goalball · Judo · Paardensport · Rugby · Schermen · Schietsport · Tafeltennis · Tennis · Volleybal · Wielersport · Zeilen · Zwemmen
Toronto 1976 ·
Arnhem 1980 ·
New York & Stoke Mandeville 1984 ·
Seoel 1988 ·
Barcelona 1992 ·
Atlanta 1996 ·
Sydney 2000 ·
Athene 2004 ·
Peking 2008 ·
Londen 2012 ·
Rio de Janeiro 2016 ·
Tokio 2020 ·
Parijs 2024 ·
Los Angeles 2028